# Norbert Düchtel

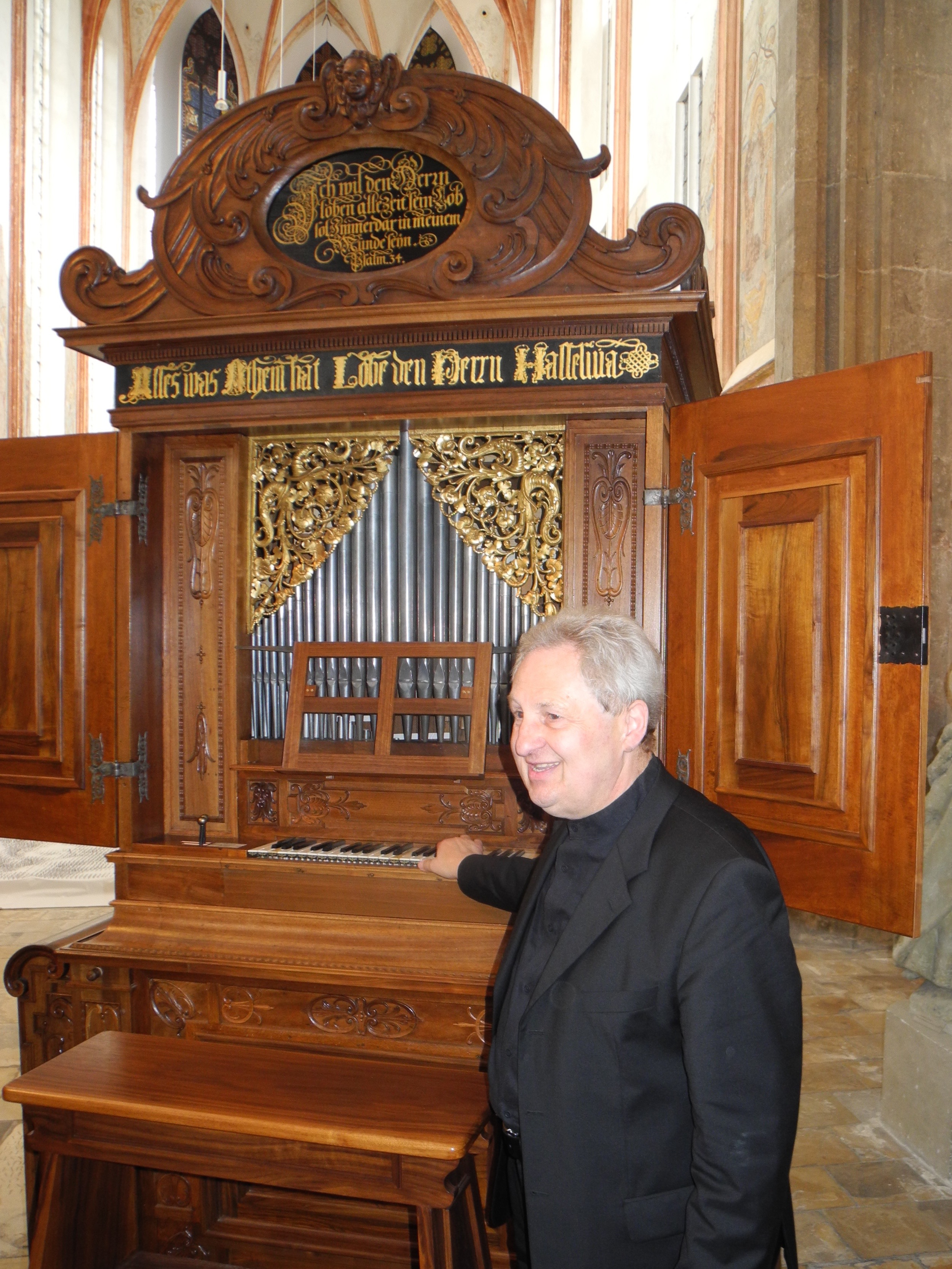
Norbert Düchtel vor der Cuntz-Orgel in der Minoritenkirche Regensburg (2015)

Norbert Düchtel (* 26. November 1949 in Würzburg) ist ein deutscher Organist, Kirchenmusiker und Musikpädagoge.

## Leben und Wirken
Düchtel wuchs in Würzburg auf. Ab 1962 war er Jungstudent, später Vollstudent am Staatskonservatorium für Musik Würzburg (Orgel: Ludwig Körber), wo er 1970 die Musikreifeprüfung (B) in Katholischer Kirchenmusik und Komposition (Bertold Hummel) ablegte. 1975 bis 1978 führte er sein Studium an der Staatlichen Hochschule für Musik München zum A-Examen weiter, ergänzt um Konzertfach Orgel (Gerhard Weinberger, mit Meisterklasse) und um die Pädagogische Staatsprüfung. Er bildete sich weiter bei Meisterkursen von Michael Schneider (1972/1974), Ewald Kooiman (1985) und Michael Radulescu (1995).
Stationen seines kirchenmusikalischen Wirkens waren zwischen 1972 und 1975 Kalkar und Kleve, ab 1975 Landsberg am Lech. 1979 wechselte Düchtel nach Regensburg, bis 2015 war er dort Dozent für Orgel und Improvisation an der  Fachakademie für Katholische Kirchenmusik und Musikpädagogik, verbunden mit Lehraufträgen an der Universität Regensburg. Zudem war er von 1985 bis 2008 Stiftsorganist an der „Alten Kapelle“. 
Düchtel leitete von 1988 bis 2011 eine Orgelklasse an der Hochschule für Musik Detmold, 2004 wurde er dort zum Honorarprofessor ernannt. Seine Unterrichtstätigkeit flankierte er durch zahlreiche externe Kurse und Seminare. Seine Schüler waren unter anderem Boris Böhmann, Heidi Emmert,  Christoph Hammer, Christian Heiß, Stefan Rauh, Christian Weiherer und Stephan Zippe.
Als Organist konzertiert Düchtel in Deutschland und fast allen europäischen Ländern, in Südamerika und Japan.
Er war Spiritus rector diverser Konzertreihen, z. B. bis 2019 der sommerlichen Matineen in der Minoritenkirche Regensburg.

## Orgelplanungen (Auswahl)
Von 1984 bis 2010 war Düchtel amtlicher Orgelsachverständiger der Diözese Regensburg. Im Rahmen dieser Aufgabe begleitete er über 200 Projekte (Restaurierungen und Neubauten).
- 1986: Restaurierung und Erweiterung der Steinmeyer-Orgel op. 255 (1884) in St. Johannes (Dingolfing)
- 1988: Restaurierung der Johann-Konrad-Brandenstein-Orgel in der Klosterkirche Weltenburg
- 1991: Neubau, Rekonstruktion der Orgel in der Wallfahrtskirche Loh (Stephansposching)
- 1992: Neubau im Gehäuse von Andreas Weiß (um 1750) in Nittendorf
- 1993: Neubau im Gehäuse von Funtsch in der Schulkirche (Amberg)
- 1994: St. Josef (Reinhausen)
- 1995: Restaurierung der Andreas-Weiß-Orgel (1771) in Ast
- 1998: Mariä Himmelfahrt (Kemnath)
- 2002: St. Johann Baptist (Riedenburg)
- 2003: St. Bartholomäus (Geigant)
- 2004: St. Bartholomäus in (Zeitlarn)
- 2005: Neubau im Gehäuse von Andreas Weiß (nach 1750) in St. Laurentius (Bad Neualbenreuth)
- 2006: Neubau im Gehäuse von Andreas-Weiß (1791) Papst-Benedikt-Orgel in Regensburg
- 2006: Hochschule für Musik Detmold
- 2006: Restaurierung der Ludwig-Edenhofer-Orgel (1892) in Weihern
- 2007: St. Wenzeslaus in Schönsee
- 2008: St. Peter und Paul in Oberaichbach
- 2009: Restaurierung der Wilhelm-Hepp-Orgel (1823) in Rechberg (Beratzhausen)
- 2010: Neubau im Gehäuse von Funtsch (1776) in Rieden (Oberpfalz)
- 2011: Neubau im Gehäuse von Johann Michael Weiß (1814) St. Leonhard (Pförring)
- 2015: Restaurierung der Stephan-Cuntz-Orgel (1627) in der Minoritenkirche Regensburg
- 2020: Restaurierung und Erweiterung der Steinmeyer-Orgel (1937) in der Minoritenkirche Regensburg

## Diskografie (Auswahl)
- Barockorgeln in Niederbayern (Ifo; 2002)
- Haydn: Orgelkonzerte H 18 Nr. 2, 5, 7, 8 und 10, Seuffert-Orgel (1756) in Maria Limbach (EAN 4017563135526. AM 13552; 2005)
- Die Papst-Benedikt-Orgel (TXA 13018; 2006)
- L’organiste liturgique op. 65 von Guilmant. Erzabtei St. Ottilien (EOS 4048; 2006)
- In dulci jubilo. Weihnachtliche Orgelmusik. An der Mathis-Orgel Rieden (TXA 13027; 2013)
- Musikalische Glanzlichter. Muris für Sopran, Trompete und Orgel (TXA 13033; 2013)
- Dich Maria heut zu preisen. Musik für Sopran, Oboe und Orgel (TXA 15069; 2015)
- Gloria. Musik für Orgel und Trompete. an der Mathis-Orgel Rieden (TXA 16073; 2016)
- Joseph Haas: Christnacht op. 85 (TXA 18111; 2018)
- Haas - Renner - Reger, Werke für Violine und Orgel. Mit Sreten Krstić und Ludwig Schmitt, Bittner-Orgel (1913) Beilngries (TXA 19131; 2021)

## Schriften
- In memoriam: Pierre Cochereau. In: Musica sacra. Band 104, 1984, ISSN 0179-356X, S. 142.
- Norbert Düchtel et al.: Peter Jona Korn (= Komponisten in Bayern Band 21). Schneider, Tutzing 1989, ISBN 3-7952-0598-0.

### Noteneditionen
- Düchtel / Funke: Präludienbuch zum neuen Gotteslob. Musik-Edition Récit, Straubing (4 Bände) MER 2013.30, 2013.40, 2013.50, 2013.60.
- Inmitten der Nacht / Am Weihnachtsbaum / Weihnachtsnachtigall. Chorsätze. Jubilate-Verlag, Eichstätt RM 860.

Als Herausgeber
- Justin Heinrich Knecht, 6 Choralvorspiele. Musik-Edition Récit, Straubing MER 2012.05.
- Johann Anton Kobrich, je sechs Clavier-Partien (4 Bände). Musik-Edition Récit, Straubing MER 2004.10, 2004.20, 2004.40, 2004.50.
- Padre Giovanni Battista Martini, je 3 Sonaten für Orgel und Cembalo (2 Bände). Musik-Edition Récit, Straubing MER 2002.10, 2002.20.
- Joseph Renner, Suite op. 56 für Orgel. Feuchtinger & Gleichauf, Regensburg FEUCHT 122
- Joseph Rheinberger, Monologe, 12 Stücke für die Orgel, op. 162 (2 Bände). Feuchtinger & Gleichauf, Regensburg.
- Joseph Rheinberger, Pastoral-Sonate für Orgel, op. 88. Feuchtinger & Gleichauf, Regensburg
- Joseph Haas, Christnacht op. 85 (Orgelfassung). Schott ED 22788.

## Auszeichnungen und Stipendien
- 1971: Stipendiat der französischen Regierung mit Studienaufenthalt in Paris
- 1971: Stipendiat der Koenig und Bauer Stiftung Würzburg
- 1982: Stipendiat der Bayerischen Staatsregierung „Förderpreis junger Künstler“, Studienaufenthalt in der Cité Internationale des Arts" Paris
- 1983: Walther-von-der-Vogelweide-Medaille der Stadt Würzburg
- 1985: Bayerischer Kunstförderpreis[3]
- 2007: Großes Ehrenzeichen für Verdienste um die Republik Österreich[4]
- 2021: Albertus-Magnus-Medaille, Regensburg[5]